# Немири на Хејмаркету
Немири на Хејмаркету (или масакр на Хејмаркету и афера Хејмаркет) се односи на последице експлозије бомбе које у се десили на радничким демонстрацијама 4. маја 1886. године на тргу Хејмаркет у Чикагу. Демонстрације су почеле као мирно окупљање у знак подршке радницима који су штрајковали у борби за осмочасовно радно време и као реакција на погибију неколико радника које је убила полиција дан раније. Непозната особа је бацила динамит на полицију када је она покушала да растури јавни скуп. Експлозија бомбе и пуцњава која је уследила довела је до смрти седам полицајаца и најмање четири цивила, а на десетине других је рањено.
У судском поступку који је привукао међународну пажњу, осам анархиста је било осуђено за заверу. Доказ је био да је један од оптужених можда направио бомбу, али нико од оптужених је није бацио. Седморо је осуђено на смрт, а једна особа на 15 година затвора. Смртне казне двојици оптужених је гувернер Илиноиса Ричард Џ. Оглзби преиначио у доживотни затвор, а један је извршио самоубиство у затвору да не би био изведен на вешала. Преостала четворица су обешена 11. новембра 1887. године. Нови гувернер Илиноса Џон Питер Олтгелд је 1893. године помиловао преостале осуђенике и критиковао је суђење.
Афера Хејмаркет се сматра као повод за обележавање Празника рада. Поприште инцидента је 1929. године проглашено за знаменитост Чикага, а 2004. године тамо је постављена скулптура. Пред тога, Споменик хејмаркетским мученицима на гробовима осуђеника у оближњем Форест Парку је 1997. године проглашен за Националну историјску знаменитост.